# Harry Krogerus
Harry Verner Krogerus, född 9 februari 1917 i Helsingfors, död där 1 mars 1999, var en finländsk entomolog.
Krogerus avlade filosofie doktorsexamen 1948. Han var 1953–1974 överlärare i naturalhistoria och geografi vid Svenska normallyceum i Helsingfors och 1974–1977 rektor för Tölö svenska samskola, där han undervisat sedan 1945. Han publicerade ett antal vetenskapliga arbeten från entomologins område, inom vilket han främst ägnade sig åt fjärilsforskning.
Krogerus bidrog aktivt till att popularisera den naturvetenskapliga forskningens rön, bl.a. som läroboksförfattare och mångårig medarbetare i radioprogrammet Naturväktarna. Han erhöll professors titel 1978.